# グアダラハラ地下鉄
グアダラハラ地下鉄 (Metro de Guadalajara) は、メキシコ合衆国ハリスコ州のグアダラハラ都市圏にあるライトレール地下鉄である。

## 概要
グアダラハラ地下鉄はSITEUR (Sistema de Tren Eléctrico Urbano) によって運営されている。グアダラハラを南北に横切る1号線と、グアダラハラの繁華街から東に延びる2号線、北西と南東に伸びる3号線の3つの路線から構成される。運賃は全区間均一である（2012年6月現在、6.0 メキシコ・ペソ）。
信号システム、通信システム、電源システム、車両などの地下鉄のシステムは、ドイツのシーメンスによって提供されている。3号線の車両はアルストム製が採用された。車両の最高速度は 70 km/h である。

## 歴史
グアダラハラの公共交通機関の歴史は1800年にさかのぼる。同年、グアダラハラ大聖堂からメルセド教会までを結ぶラバ車の運行が開始された。
1974年、新しい大量輸送システムを建設するために、グアダラハラ有数の大通りとなるフェデラリスモ通りが建設された。その際にいくつかの歴史的建築物と道路が取り壊された。大通りの地下に 6.6 km のトンネルが掘られ、当初はトロリーバスが運行された。1989年9月1日に現在の地下鉄システムが完成した。
その後、2号線の建設が始まり、1994年に開通した。2020年には3号線が開通した。

## 路線

### 1号線

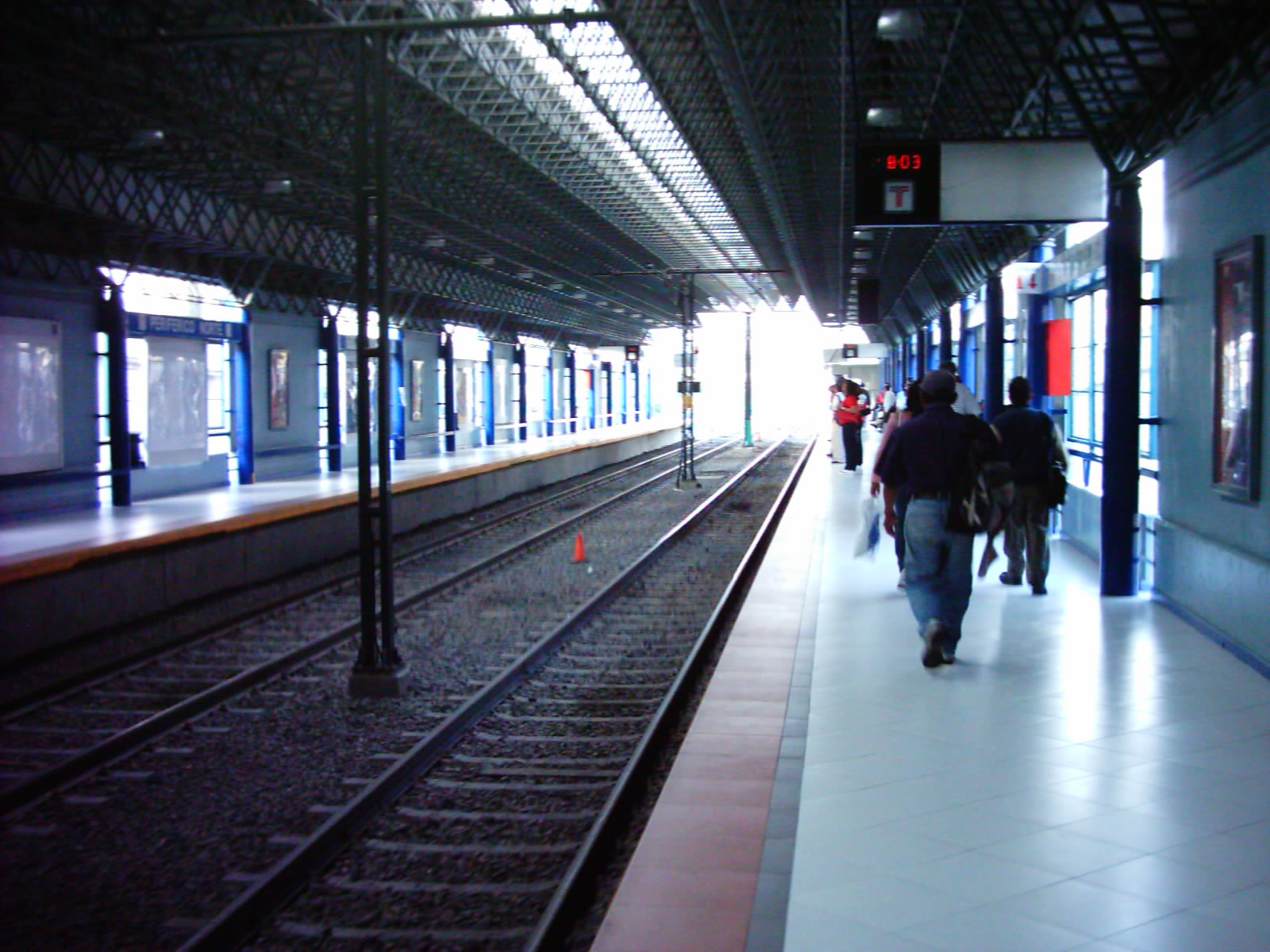
ペリフェリコ・ノルテ駅

1号線は北方面のペリフェリコ・ノルテ駅と南方面のペリフェリコ・スル駅を結んでいる。路線長は 15.5 kmで、ディビシオン・デル・ノルテ駅からワシントン駅までは地下区間、残りの区間は地上区間で踏切がある。年間延べ乗客数は約 20,307,655 人である。
- ペリフェリコ・ノルテ駅 (Periférico Norte)
- デルマトロヒコ駅 (Dermatológico)
- アテマハク駅 (Atemajac)
- ディビシオン・デル・ノルテ駅 (División del Norte)
- アビラ・カマチョ駅 (Avila Camacho)（当駅から3号線の建設を計画している）
- メスキタン駅 (Mezquitan)
- レフヒオ駅 (Refugio)
- フアレス駅 (Juárez) （2号線と接続）
- メヒカルツィンゴ駅 (Mexicaltzingo)
- ワシントン駅 (Washington)
- サンタ・フィロメナ駅 (Santa Filomena)
- ウニダー・デポルティバ駅 (Unidad Deportiva)
- ウルダネタ駅 (Urdaneta)
- 18・デ・マルソ駅 (18 de Marzo)
- イスラ・ラサ駅 (Isla Raza)
- パトリア駅 (Patria)
- エスパーニャ駅 (España)
- テソロ駅 (Tesoro)
- ペリフェリコ・スル駅 (Periférico Sur)

### 2号線

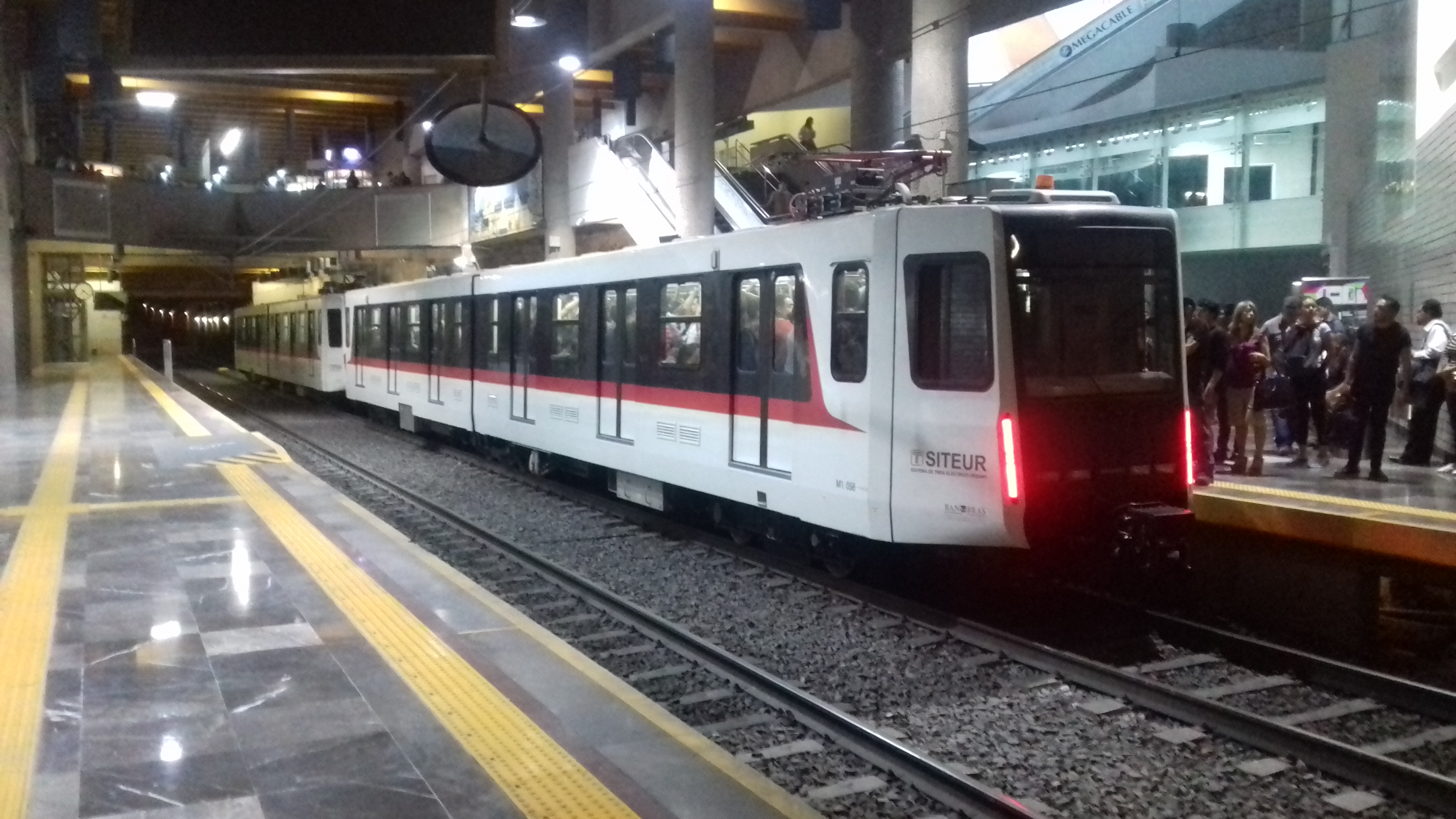
2号線の車両

2号線はグアダラハラの繁華街にあるフアレス駅と東方面のテトラン駅を結んでいる。路線長は 8.8 kmで、全線が地下線である。年間延べ乗客数は約 2,123,005 人である。
- フアレス駅 (Juárez) （1号線と接続）
- プラサ・ウニベルシダー駅 (Plaza Universidad)
- サン・フアン・デ・ディオス駅 (San Juan de Dios)
- ベリサリオ・ドミンゲス駅 (Belisario Domínguez)
- オブラトス駅 (Oblatos)
- クリストバル・デ・オニャーテ駅 (Cristóbal de Oñate)
- サン・アンドレス駅 (San Andrés)
- サン・ハシント駅 (San Jacinto)
- ラ・アウロラ駅 (La Aurora)
- テトラン駅 (Tetlán)（当駅から東方面への延伸を計画している）

### 3号線

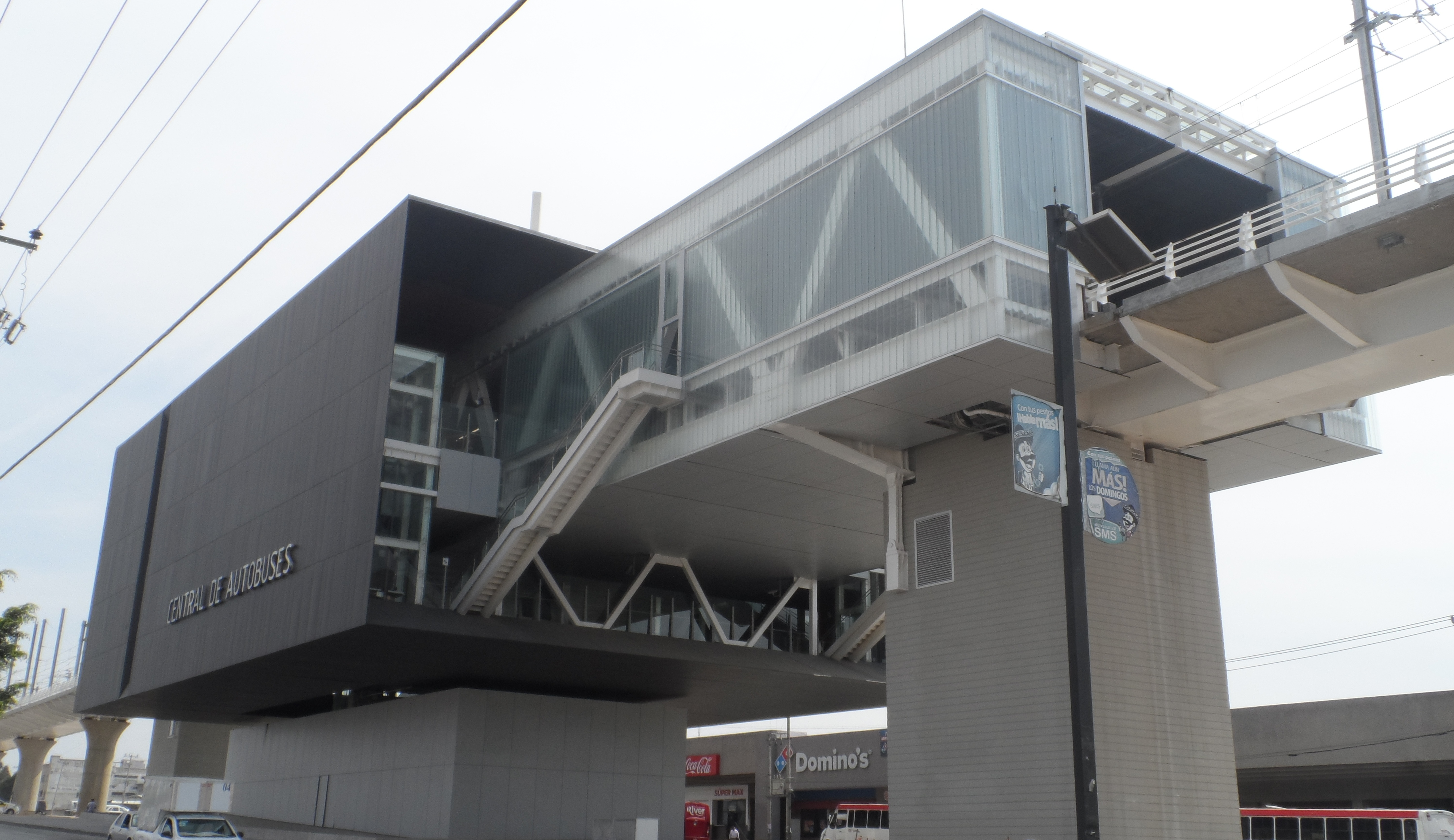
3号線の高架駅

2020年に開業した。路線長21.4kmで北西のサポパン市と南東のトラケパケ市を結ぶ。グアダラハラ都心部は地下、郊外では高架の上を走る。
- Arcos de Zapopan
- Periférico Belenes
- Mercado del Mar
- Zapopan Centro
- Plaza Patria
- Circunvalación Country
- Ávila Camacho  (Connection with Line 1)
- La Normal
- Santuario
- Guadalajara Centro  (Connection with Line 2)
- Independencia
- Plaza de la Bandera
- CUCEI
- Revolución
- Río Nilo
- Tlaquepaque Centro
- Lázaro Cárdenas
- Central de Autobuses